# Karl Marx
Karl Marx (tyska: [ˈkaʁl ˈmaʁks]), född 5 maj 1818 i Trier i Preussen i nuvarande Tyskland, död 14 mars 1883 i London i Storbritannien, var en filosof, journalist, historiker, samhällsvetare, ekonomikritiker, arbetskritiker och revolutionär. Marx betraktas ofta som en klassisk teoretiker inom sociologin. Delar av Marx och Friedrich Engels teorier gav upphov till den politiska teori som kom att kallas marxism.
Marx mest kända verk är pamfletten Det kommunistiska manifestet från 1848 och hans ekonomikritiska magnum opus, Kapitalet. Marx tänkande har varit inflytelserikt, även långt utanför arbetarrörelsen. Marx är kontroversiell och det händer att han bland annat citeras felaktigt. Marx har även beskrivits som en av världens mest inflytelserika tänkare.

## Biografi

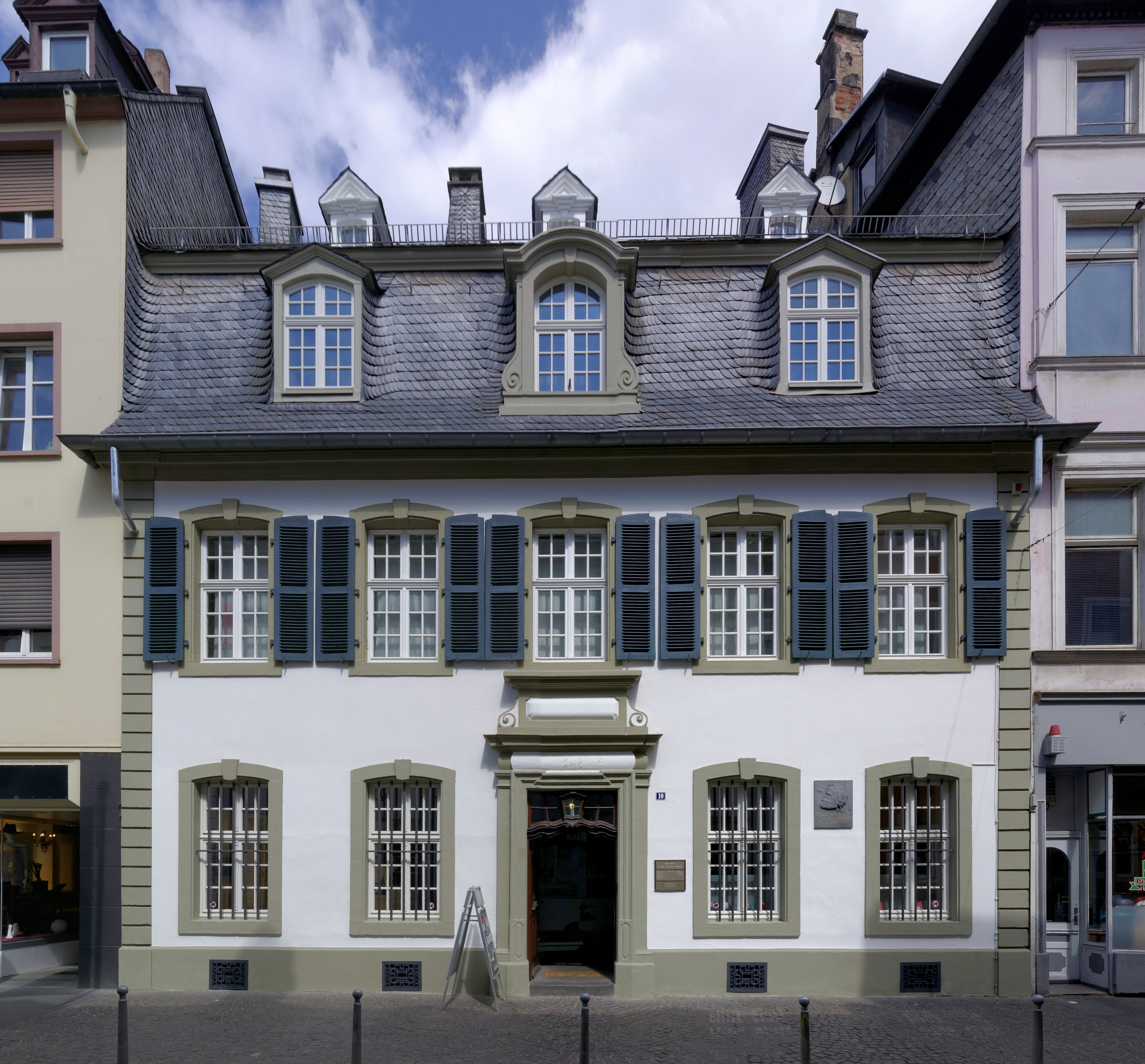
Marx födelseplats, idag Brückenstraße 10, i Trier. Familjen hade två rum på bottenplan och tre på första våningen. Huset köptes av SPD 1928, det är idag Karl-Marx huset.

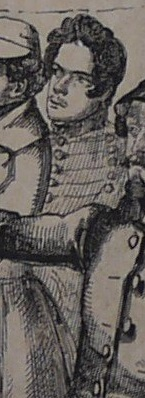
Några porträtt av Karl Marx som ung har inte varit kända. På en litografi över Trierstudenter framför värdshuset Vita hästen förekommer i bakgrunden en student som 1890 kom att identifieras som Karl Marx. Identifieringen har setts som osäker, men som bilden väl stämmer med hur Karl Marx bör ha sett ut har den använts i litteraturen som föreställande Marx. Med utgångspunkt från denna bild skapade Hellmut Bach 1953 och I. Grinshtein 1963 ungdomsporträtt, som har blivit mycket spridda.

### Barndom, uppväxt, familj och släkt
Karl Marx föddes den 5 maj 1818 som son till Heinrich Marx (1777–1838) och Henriette Pressburg (1788–1863). Han föddes vid Brückengaße 664 i Trier i Preussen som det tredje barnet i en familj av judiskt ursprung. Hans morfar var en nederländsk rabbin, och hans fars släkt hade varit rabbiner i Trier sedan 1723. Marx far hörde till en känd lärd rabbinsläkt utan att vara praktiserande jude. 1817, strax innan Marx föddes, valde han dock att konvertera till luthersk protestantism för att få behålla sitt arbete som advokat. Därför fick Marx ingen direkt judisk uppfostran, utan växte upp med upplysningens idéer och fick en klassisk utbildning, både hemma och i skolan. Marx far hade god kännedom om såväl som litteratur från bland annat Locke, Leibniz, Lessing, Rousseau, Voltaire och Paine i sitt bibliotek. Litet är dock känt om Marx barndom.
Marx var det tredje barnet i en syskonskara på nio barn, men han blev den äldste sonen när hans bror Mortiz dog 1819.(Behöver klargörande)  Marx undervisades privat av sin far till tolv års ålder. Han började på en skola i Trier, vars rektor Hugo Wyttenbach var vän till Marx far. Rektorn förde sig med ett försiktigt upplysningstänkande och anställde många liberala humanister som lärare. Wyttenbach orsakade därmed mycket ilska inom det lokala konservativa styret. Till följd av detta gjorde polisen en razzia på skolan 1832 och upptäckte litteratur som ansågs förorda liberalism. Detta ansågs av myndigheterna vara uppvigling. Myndigheterna implementerade reformer och ersatte flera personer som tidigare arbetat på skolan under Marx studietid.
Här fick Marx sin skolbildning i latin, franska och grekiska. Senare i sitt liv lärde han sig också italienska, ryska, nederländska, spanska och engelska (men han förlorade inte sin kraftiga tyska brytning).
Sin hustru och sitt livs kärlek, Jenny von Westphalen (1814–1881), hade Marx lärt känna under sin tid vid gymnasiet i Trier. De förlovade sig i hemlighet 1836 och gifte sig senare trots båda familjernas motstånd. Tillsammans fick de sex barn, varav tre skulle uppnå vuxen ålder: döttrarna Jenny Caroline (gift Longuet; 1844–1883), Jenny Laura (gift med Paul Lafargue; 1846–1911) och Jenny Julia Eleanor (gift Aveling; 1855–1898). Det har sedan 1962 upprepade gånger, bland annat i Dagens Nyheter, hävdats att Marx också var far till en son  vid namn Freddy, som resultat av en kärleksaffär med sin hushållerska, Helene Damuth. Enligt forskaren Terrell Carver finns dock ingen grund för att tro något sådant baserat på det tillgängliga materialet, utan snarare tvärtom var Marx en förhållandevis traditionell och hängiven make och far.

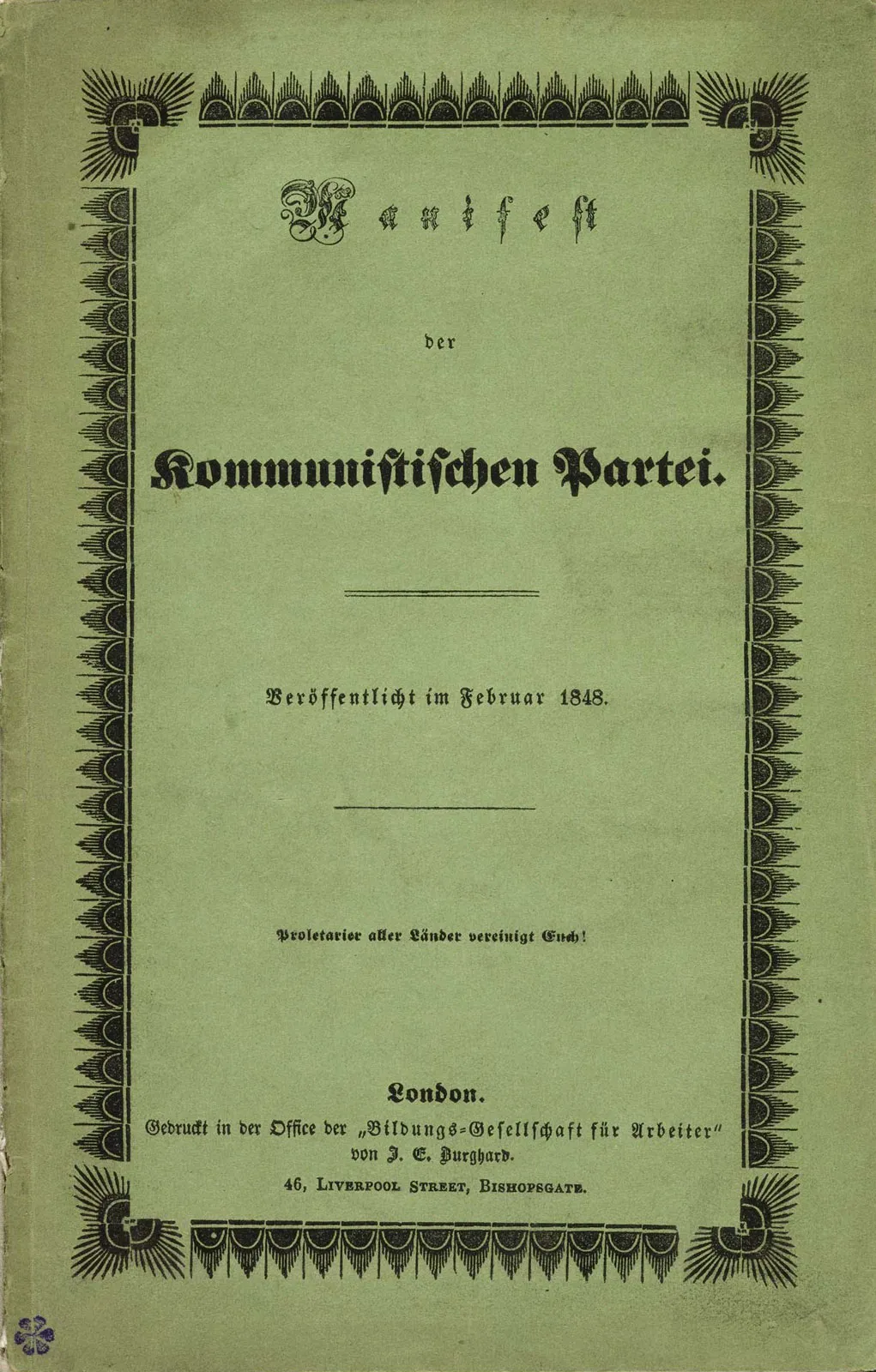
Första upplagan av Kommunistiska manifestet 1848.

### Unghegelianernaoch studentåren i Bonn och Berlin
År 1835 avlade Marx studentexamen och flyttade till Bonn för att läsa juridik. Det hela fick en start som skulle komma att vara typisk för denna period i Marx liv; när Marx anlände till Bonn skrev han inte till sin far på de första tre veckorna, varpå hans far anklagade honom för oändlig lathet. Marx tog inte studierna på något större allvar och tillbringande mycket tid på krogen och blev häktad för störande av "allmän ordning". Han var även med i en duell vid ett tillfälle. Marx var medlem i en poesicirkel i Bonn i vilken Emanuel Geibel också var medlem. Under en viss tid hade Marx även seriösa litterära ambitioner. 
Han skickade dikter till Adalbert von Chamisso till hans Musenalmanach. Marx drog efter en tid tillbaka sina litterära ambitioner, men två särskilt yviga stycken ansågs värda att publicera i Athenäum.
Fadern skickade honom därför till Berlin och Humboldt-Universität zu Berlin i hopp om att sonen skulle prestera mer enligt förväntan där. Där bodde Marx först på Alte Leipziger Strasse. Här skulle Marx komma att studera under såväl Savigny som Eduard Gans. I Berlin kom Marx i kontakt med Friedrich Hegels filosofiska läror och anslöt sig, efter att ha studerat Hegel mer eller mindre dygnet runt i tre veckor, till en Doktorklub som argumenterade mycket flitigt kring Hegel. Till följd av detta lade Marx, nu 24 år gammal, sina juridikstudier på hyllan och kom allt mer att bejaka filosofi. Marx tog dock senare alltmer avstånd från filosofin och började istället att bejaka en praktik där han såg som sin viktigaste uppgift att utifrån forskning försöka råda bot på vad han menade var "destruktiva tendenser i kapitalismen", exempelvis barn som arbetade 36 timmar i sträck, såväl som brist på utbildning och generellt dålig levnadsstandard.
Grovt förenklat går det att säga att Marx behöll hegelianskt inflytande i sitt tänkande men bytte ut Hegels förment ej materialistiska idégods, till förmån för den av Marx utvecklade metoden, som är explicit materialistisk.
"Marx och jag var väl nära nog de enda […] som räddat den medvetna dialektiken från den tyska idealistiska filosofin och applicerat den i en materialistisk uppfattning av naturen och historien", skrev Friedrich Engels i Anti-Dühring.
Marx disputerade vid Jenas universitet 1841 på avhandlingen Differenz der demokritischen und epikureischen Naturphilosophie. Marx behövde emellertid inte inställa sig vid lärosätet, då man hade infört möjligheten att avlägga examen per korrespondens.
Myndigheterna i Preussen såg inte på Marx verksamhet med blida ögon, och anhängarna till unghegelianismen fick inte möjlighet att arbeta vid universiteten. Marx kunde alltså glömma en karriär som akademiker och blev istället journalist på en radikal-liberal tidning i Köln, Rheinische Zeitung förbjöds 1843. Där blev han inom kort utsedd till redaktör. Under sitt liv hann han även arbeta på tidningarna Vorwärts (1844), Deutsche Brüsseler Zeitung (1847) och Neue Rheinische Zeitung (1848–1849). (Rheinische Zeitung förklarades olaglig.) Även Marx och Arnold Ruges publikation Deutsch–Französische Jahrbücher blev förbjuden. Han bidrog även med artiklar till tidningarna New-York Tribune (1852–1861) och Die Presse (1861–1862) På grund av Marx politiska åsikter och publikationer utvisades han, och tog sig till Paris – en resa som bekostades av att det unga paret Marx som för en billig penning sålde sina möbler.

### Paris
I november 1843 flyttade Marx till Paris för att inleda ett samarbete med den tyske publicisten Arnold Ruge. Deras samarbete blev dock inte särskilt långvarigt. Deras gemensamma tidskriftsprojekt Deutsch–Französische Jahrbücher kom ut med ett nummer, Marx lyckades få Louis Blanc att skriva för tidskriften, och Blanc visade sig också vara en man av kurage nog att låna Marx hans adress för att han skulle kunna mottaga post från Tyskland.
I Paris kom Marx att inleda studier. Han träffade bland annat den franske anarkisten Proudhon och de utvecklade en vänskap, som dock snart skulle övergå i skarpa politiska och teoretiska motsättningar. Dessa stridigheter kom senare att resultera i skriften Filosofins elände, till svar på Proudhons Eländets filosofi. I Paris träffade Marx även den ryske revolutionären Michail Bakunin, den tysk-judiske diktaren Heinrich Heine, och inte minst Friedrich Engels som under resten av livet skulle förbli Marx bäste vän och närmaste medarbetare. 
De skrev tillsammans många artiklar och skrifter, bland annat: Den heliga familjen (1845), Den tyska ideologin (1846) och, den mest kända, Det kommunistiska manifestet (1848).
Det var i Paris som Marx skrev sina berömda Ekonomisk-filosofiska manuskript som dock inte publicerades förrän 1932, dvs nästan ett sekel senare.
Marx tvingades lämna Paris i februari 1845. Blott 15 månader efter att han anlände blev han alltså utvisad igen, efter att ha blivit utsatt för spionage och Frankrike utsatts för påtryckningar från den preussiska staten. Han flyttade då till Bryssel där han fortsatte sin publicistiska verksamhet.

### Bryssel och Köln
Även i Belgien hotades Marx återigen av utvisning. För att undkomma de preussiska myndigheterna avsade han sig därför 1845 sitt preussiska medborgarskap. Därefter förblev Marx statslös under resten av sitt liv.
I Bryssel skrev Marx och Engels tillsammans Den tyska ideologin, ett verk som dock inte kom att publiceras under deras livstid. Publicerades gjordes emellertid Marx Filosofins elände där han kraftigt polemiserar mot Proudhons ekonomiska och filosofiska teorier. Filosofins elände kan ses som den första publicerade skrift där Marx materialistiska historieuppfattning kommer i dagen.[källa behövs] Det var också under denna period som Marx höll de föreläsningar som senare skulle publiceras under namnet Lönearbete och kapital.[källa behövs] Hans ekonomikritik var här långt ifrån färdig, men redan i detta tidiga skede kan man se de teman som kommer att utvecklas senare. Marx beskrev exempelvis hur människor som utför arbete exploateras och bland annat "därigenom reproducerar det samhälleliga förhållande vilket konstituerar det nuvarande produktionssättet, kapitalismen". Där arbetarklassen och kapitalistklassen förutsätter i den kapitalistiska produktionen varandra.
Det var i Bryssel som Marx kom i kontakt med De rättfärdigas förbund som 1847 bytte namn till Kommunisternas förbund, och på detta förbunds uppdrag skrev han med hjälp av Engels Det kommunistiska partiets manifest. Det kommunistiska manifestet innehöll inte mycket som Marx inte redan hade skrivit om tidigare, men den lättfattliga, slagkraftiga och reduktionistiska utformningen gjorde Manifestet till en stor succé och den mest spridda av Marx skrifter som läses än idag.
När revolutionära vindar svepte över Europa våren 1848 ville de belgiska myndigheterna inte veta av Marx. Han häktades en kort tid, och åkte efter frisläppandet först till Paris och sedan till Köln. I Köln kunde Marx vara med att grunda tidningen Neue Rheinische Zeitung där han själv intog platsen som redaktör.

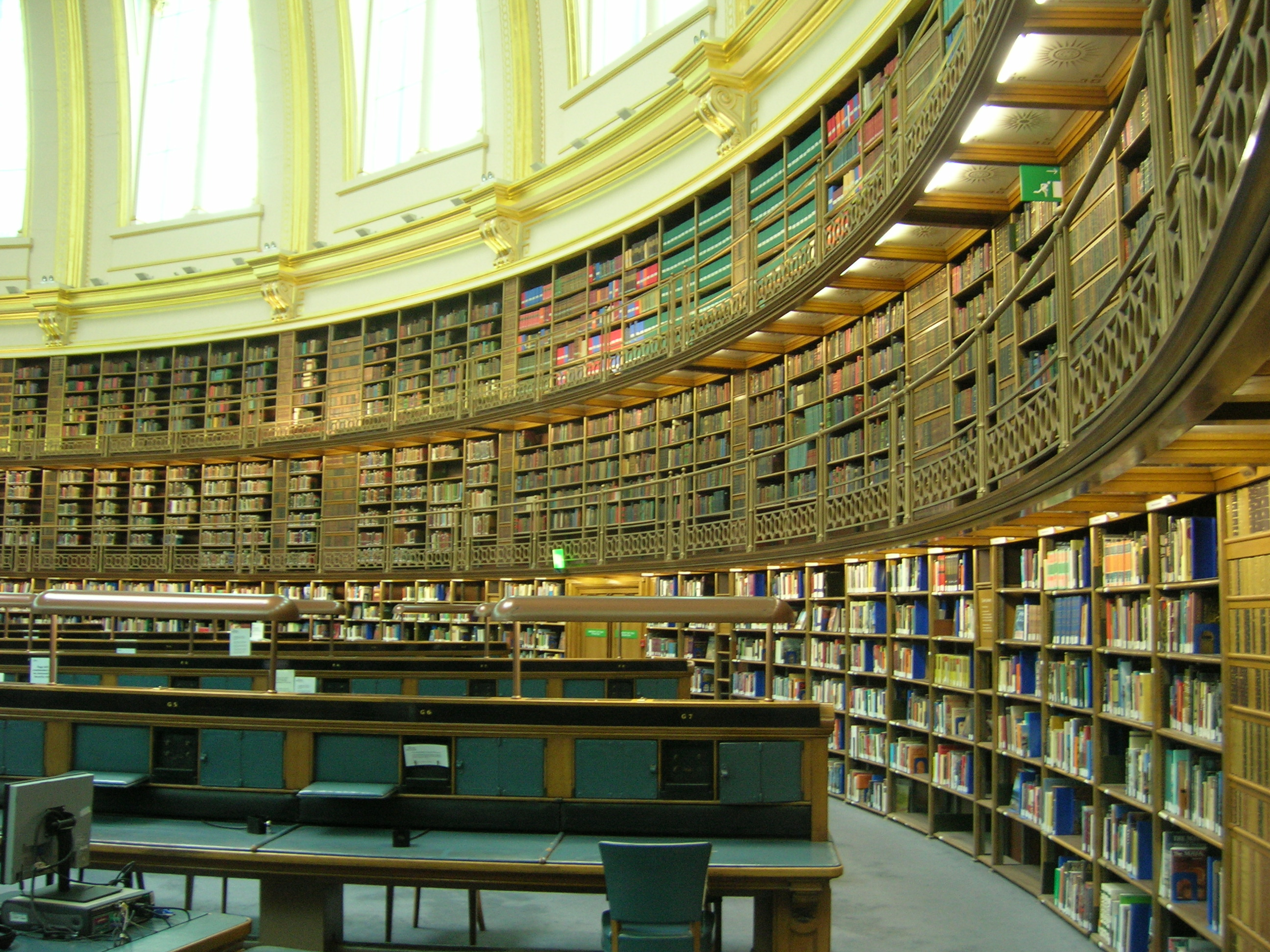
Läsesalen på British Museum i London.

### London
År 1849 blev Marx tvungen att fly landet och han flyttade med sin familj till England där han sedan levde resten av sitt liv under mestadels mycket knappa omständigheter, för det mesta försörjd av Engels.
I London fortsatte Marx sitt kritiska studium av den politiska ekonomin. Mycket av sin tid tillbringade han i läsesalen på British Museum. British Museum hade en för tiden mycket välutvecklad katalog av såväl tjänstemannarapporter såväl som näst intill all tänkbar övrig litteratur.
Här utvecklade Marx sin kritiska framställning av det kapitalistiska produktionssättet minutiöst, med hjälp av den klassiska politiska ekonomins tänkare vilka vid den här tiden fanns tillgängliga som Adam Smith och David Ricardo, men även med historiska källor från de brittiska arkiven.
Det var i London som Marx arbetade på största delen av sitt livsverk, däribland Grundrisse (Grunddragen i kritiken av den politiska ekonomin från 1857–1858, utgivet först 1939), Teorier om mervärdet, Kapitalet och flera andra verk.

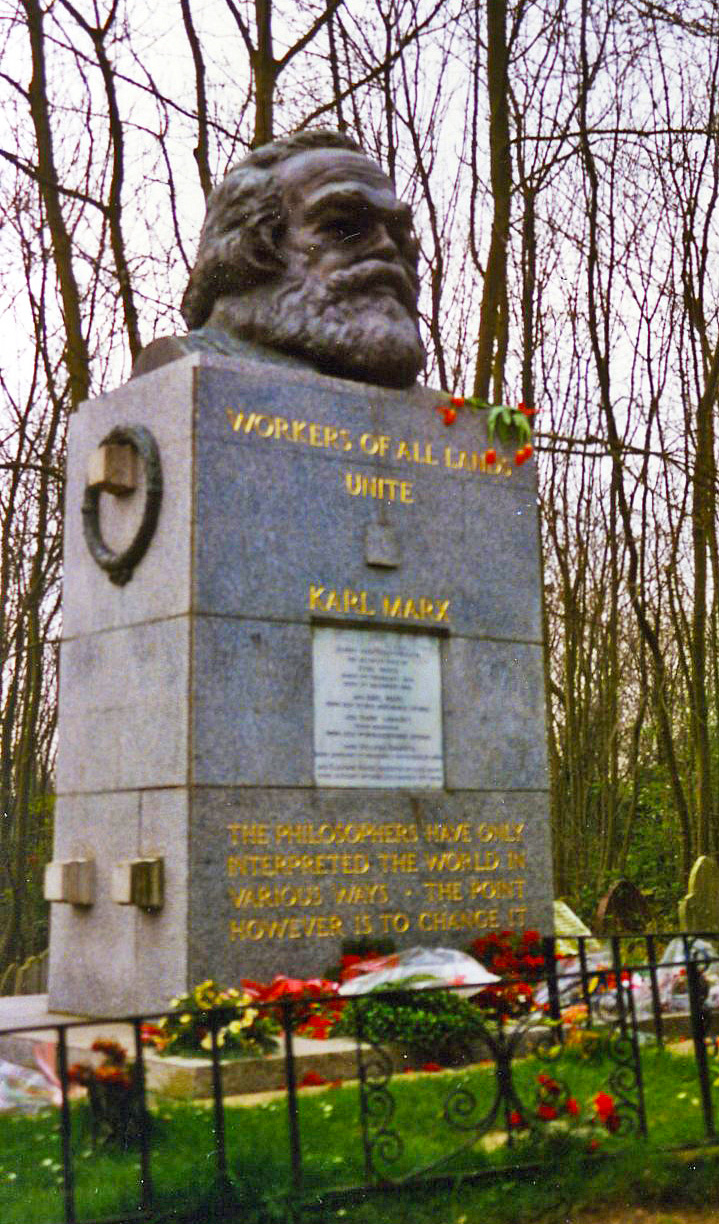
Den centrala texten på graven lyder i svensk översättning: Proletärer i alla länder, förena er!
och:
Filosoferna har bara tolkat världen på en rad olika sätt, men det gäller att förändra den.
Marx nya grav kom till som en ansträngning från en rad arbetarepartier.

### Död och arv
Marx avled 1883, 64 år gammal, och begravdes på Highgate Cemetery i London. Han var då relativt okänd, men under de följande decennierna blev Marx ett namn som få politiskt och vetenskapligt belästa människor inte kände till.
Arvet efter Marx har blivit mycket kontroversiellt både bland hans anhängare och hans motståndare. Den marxistiska rörelsen hade inte den största tillgången till Marx verk och många texter av betydelse publicerades långt efter både Marx död och den marxistiska rörelsens formation. Till följd av detta blev bilden av Marx teoribildning missvisande.
Som exempel kan nämnas Marx Ekonomisk-filosofiska manuskript där hans berömda alienationsteori presenterades. Just dessa manuskript avslöjar en mer humanistisk Marx och från och med 1950-talet användes de som marxistisk kritik mot sovjetsystemet av bland annat Georg Lukács som gjorde sig känd med verket Geschichte und Klassenbewusstsein från 1923 (Historia och klassmedvetande) som bland annat brändes flitigt av nazisterna 1933.
Under åren kom Marx att offra personlig framgång, resurser, hälsa och familjeliv för att bidra med intellektuellt emancipatoriskt stöd åt folket.

## Marx kritik av det kapitalistiska produktionssättet
Marx kritik av det kapitalistiska produktionssättet återfinns framför allt i Kapitalet: Kritik av den politiska ekonomin (1867), och byggs på i Till kritiken av den politiska ekonomin (1859), men adresseras också i bland annat Grundrisse (1939). I Kapitalet inleder Marx i första kapitlet sin analys med en undersökning av varan, och ägnar sig sedan systematiskt åt en kritik av det kapitalistiska produktionssättet. 
Denna analys är av en denaturaliserande antropologisk karaktär och levereras med en stor mängd litterära referenser som läsaren bör känna till, eller i alla fall vara mycket observant kring. Delar av Marx ekonomikritik har dock fristående använts som lösryckta "teorier" (exempelvis arbetsvärdesläran, se marxistisk ekonomi), men Marx tycks inte ha ämnat skapa någon "ekonomisk teoribildning" som skulle tävla med exempelvis Ricardos eller Smiths, utan snarare handlar Marx ekonomiska verk om kapitalismens historiskt specifika karaktär som produktionssätt.
Marx menar att människorna gör själva sin historia, men de gör den "inte efter eget gottfinnande", inte under omständigheter som de själva valt, utan under omständigheter, som är omedelbart givna och redan existerande. I sitt livs samhälleliga produktion träder alltså människorna in i bestämda, nödvändiga, av deras vilja oberoende förhållanden, en av de mest centrala av dessa är de så kallade produktionsförhållanden, som motsvarar en bestämd utvecklingsgrad av deras materiella produktivkrafter.  
Marx menade att kategorierna kapital och arbete så som många känner dem i idag, enligt Marx i själva verket inte är några gudaskänkta transhistoriska självklarheter, utan "samhälleligt, historiskt specifika naturaliserade förhållanden". På grundval av detta menade Marx att det är möjligt för människorna att frigöra sig från lönearbete och kapital som bas för sitt produktionssätt. Detta till förmån för nya rationella samhälleliga system, bortom historiskt relativt nya snäva koncept som förvärvsarbete och kapital. 
Men till följd av att det historiskt specifika är naturaliserat konstituerat, är det "alltså inte människornas medvetande som bestämmer deras vara utan tvärtom deras samhälleliga vara som bestämmer deras medvetande". "Till följd av detta ter sig det historiskt specifika naturaliserat." Till följd av att det ter sig på det här viset existerar också grundvalen för möjligheten att den kapitalistiska produktionsprocessen, betraktad i sitt sammanhang eller som reproduktionsprocess, alltså producerar, inte endast en vara, eller endast mervärde, utan den producerar och reproducerar "själva kapitalförhållandet" (kategorierna lönearbete och kapital) mellan å ena sidan kapitalisten, "å andra sidan lönearbetaren". 

### Arbetets generativa funktion för kapitalförhållandet som sådant
Följande stycke är ett lätt modifierat utdrag ur artikeln: sociologi
I sitt livs samhälleliga produktion träder alltså människorna in i bestämda, "nödvändiga", av deras vilja oberoende förhållanden, en av de mest centrala av dessa är de så kallade produktionsförhållandena, som motsvarar en bestämd utvecklingsgrad av produktivkrafterna.
Ett historiskt, respektive nutida exempel på detta skulle alltså kunna vara att på 1500-talet bli skuldsatt av sin (proto)stat och därefter få uppdraget att driva upp stenmurar för att skydda sig mot kanoneld i krutkrigen. Eller ett idag mer aktuellt exempel, att utföra emotionellt arbete i väst, eller vanligare i det globala syd, exempelvis sy hundratals hockeytrunkar i 50-graders värme utan rast. Produktionen sker alltså inte för att omedelbart tillfredsställa mänskliga behov, eller gagna mänsklig utveckling, utan snarare för ett hinsides mål.
Dessa sociala praktiker betraktade i sitt historiska sammanhang, eller som reproduktionsprocess i samtiden, producerar alltså inte endast varor, eller endast mervärde, eller endast förvärvsarbetet utan den producerar och reproducerar "själva (det sociala) kapitalförhållandet i sig" (själva de sociala kategorierna lönearbete och kapital) mellan å ena sidan kapitalisten, "å andra sidan lönearbetaren". Uttryckt mycket enkelt: arbetssamhälle = kapitalism.
"Kapitalet är självt den processerande motsättningen, eftersom det söker reducera arbetstiden till ett minimum, samtidigt som det å andra sidan uppsätter arbetstiden som rikedomens enda måttstock och källa." - Karl Marx
Marx menade att det är möjligt för människorna att frigöra sig från speciellt lönearbetet (se: abstrakt arbete) och kapital som grunden för det nuvarande produktionssättet, till förmån för nya rationella samhälleliga system.

### Fetischkategorier
Följande stycke är ett lätt modifierat utdrag ur artikeln: sociologi
Marx menade att kategorierna kapital och förvärvsarbete så som många känner dem i idag, enligt Marx i själva verket inte är några givna transhistoriska självklarheter, utan "samhälleligt, historiskt specifika naturaliserade förhållanden". Alltså fetischkategorier (varav varufetischismen är den mest kända). Exempelvis "kapital" och "förvärvsarbete", abstrakt och konkret, Subjekt och objekt. Teori skiljs från praktik. Privatliv från offentlighet. Natur från kultur. Stat från näringsliv. Ekonomi från politik.

## Kort omKapitalet: till kritik av den politiska ekonomin
Följande stycke är ett lätt modifierat utdrag ur artikeln: sociologi
I kapitalet inleder Marx i första kapitlet sin analys med en undersökning av varan, och sedan systematiskt ägnar sig åt en kritik av det kapitalistiska produktionssättet, men kapitalet är också en studie över produktionssättet i dess ideala genomsnitt. Marx ekonomikritiska verk handlar således om "kapitalismens historiskt specifika karaktär som produktionssätt". Marx menar att människorna själva gör sin historia, men att de gör den "inte efter eget gottfinnande", inte under omständigheter som de själva valt, utan under omständigheter, som är omedelbart givna och redan existerande. Kapitalet är alltså för Marx: "ett socialt förhållande mellan personer, förmedlat genom ting."

### Kapitaletsmetodologi
I Inledningen till Grundrisse (Grunddragen av den politiska ekonomin) redogör Marx för sin forskningsmetod.[källa behövs]
Kapitalets främsta objekt är den materiella (re)produktionen. Produktion sker alltid på ett bestämt stadium av samhällets utveckling. Marx menar att det är väsentligt att skilja det som är transhistoriskt med det som är giltigt bara under vissa historiska epoker. Exempelvis hur kapitalism visserligen samhälleligt naturaliseras, men ändock är långt ifrån ett evigt tillstånd, utan ett produktionssätt i den långa serie vilken har existerat historiskt.
Marx poängterar att han i forskningsprocessen utgår från den konkreta, sammansatta och kaotiska verkligheten. Ur den abstraherar han fram alltmer enkla och grundläggande begrepp. I framställningen av kapitalet går han motsatt väg och börjar med de mest abstrakta begreppen (vara), för att successivt bygga på dem med fler bestämningar. I slutändan kommer han fram till en beskrivning av den konkreta verkligheten, men den är nu inte längre kaotisk utan utgör ett anspråk på en totalitet av bestämningar och relationer.

## Marx & Engels historieteori
Marx ansåg att historien hade ett inslag av vissa, på materialistisk grundval ålagda tendenser.[källa behövs] Hans historieteori, historisk materialism, involverar tanken att olika samhällsstadier avlöser varandra till följd av att de gamla samhällenas inre motsättningar till slut, leder till kriser så pass stora att de gamla systemen inte förmår hantera dem. Ur askan från de gamla systemen föds nya system, precis som tidigare samhällsformationer vilka tidigare gett vika för det nuvarande samhället – det borgerliga eller kapitalistiska samhället – också genom sina inre motsättningar bär fröet till en högre samhällsform baserad på ekonomisk demokrati: socialismen. När väl ett de facto socialistiskt samhälle etablerats, genererar det samhällets motsättningar i förlängningen när det utsätts för kriser större än det förmår hantera, ett samhälle som saknar samhällsklasser och statsapparater (i alla fall som vi idag förstår dem idag), vilket kallas kommunismen. Den historiska materialism förklarades aldrig särskilt detaljrikt av Marx själv. Därför tvingas läsaren själv konstruera teorin med hjälp av en rad olika texter där helheten så småningom visar sig. Bland de viktigaste av dessa texter återfinns förordet till Till kritiken av den politiska ekonomin och Den tyska ideologin.[källa behövs] Den mest betydelsefulla av historiematerialismens moderna uttolkare är den analytiska filosofen G.A. Cohen, som har rekonstruerat teorin, ibland genom att modifiera delar av den.

## Tidiga skrifter

### Till kritiken av den hegelska rättsfilosofin
I skriften Till kritiken av den hegelska rättsfilosofin diskuterar Marx hur en samhällelig revolution i Tyskland skulle kunna genomföras med proletariatet i spetsen. Marx teoretiserar om religion i skriften. Marx instämmer i Ludwig Feuerbachs påstående att Gud har uppfunnits till människans avbild. Han polemiserar dock mot en del av Feuerbachs andra teser. Framför allt menar Marx att Feuerbach inte lyckats inse varför människor hemfaller åt religion. Marx eget svar på den frågan går ut på att religionen uppstår som ett svar på social alienation på det materiella planet. Därför kan religionen en nödvändig tröst för människorna till dess att de materiella villkoren förändras. Det som ligger till grund för religionens blomstring är det alienerade arbetet och det faktum att människor förvägras leva ut sin fulla potential och istället tvingas hänge sig åt att tjäna den kapitalistiska apparaten där det förgångna definierar morgondagen. Under en period i människans historia görs detta genom att religionen skapar en falsk föreställning om ett samhälle där alla är jämlika inför Gud. Sedan religionen slutat spela denna roll, i kölvattnet av tiden som följer efter reformationen, fyller det borgerliga samhället delvis med hjälp av staten denna funktion genom att skapa en falsk bild av ett samhälle av individer som alla är jämlika inför lagen. Både staten och religionen måste emellertid överskridas för att nå det verkligt jämlika och sociala samhället.[källa behövs]

### Teser om Feuerbach

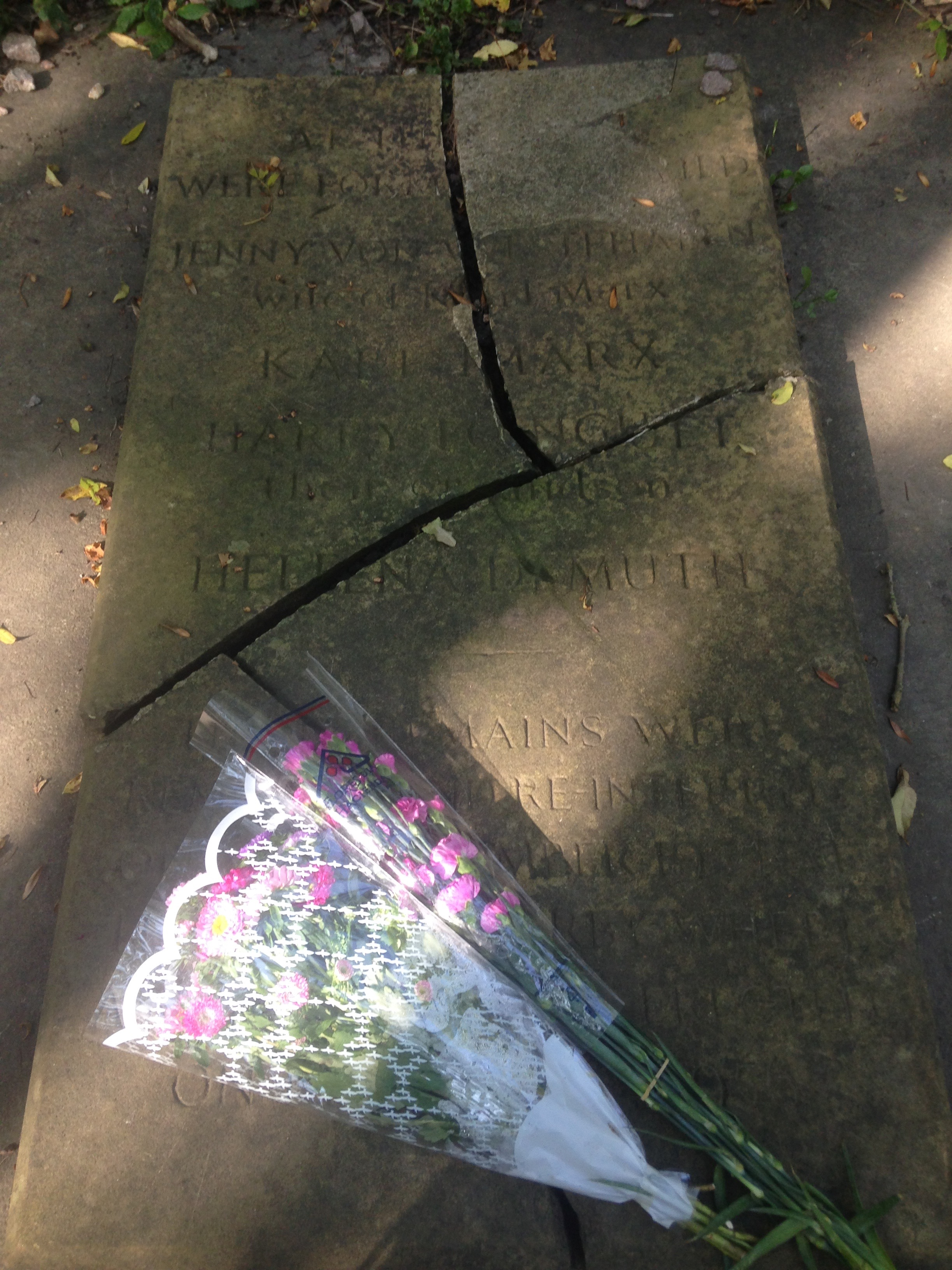
Karl Marx ursprungliga grav på Highgate Cemetery i London. Graven har blivit föremål för omfattande gravskändning, något även den nya graven har fått utstå.

Marx berömda sentens "Filosoferna har bara tolkat världen på olika sätt, men det gäller att förändra den" återfinns i hans Teser om Feuerbach. Boken består av elva teser som fokuserar på olika frågor. Den första tesen kan ses som den filosofiskt mest intressanta. I den kritiserar han all hittillsvarande materialism. Marx menar att materialismen visserligen har formulerat världens fysiska natur på rätt sätt, men har felaktigt bortsett från människans aktiva roll i skapandet av världen. Idealismen, å andra sidan, förstår denna aktiva roll, men är förlegad i sin tanke om att den materiella världen uppkommer som ett resultat av människans idéer. Marx försöker kombinera de positiva delarna från båda dessa traditioner, vilket utmynnar i en teori där människor aktivt påverkar sin omvärld men, inte i tanken, utan genom materiell aktivitet i den fysiska världen. Detta ligger till grund för hans senare mer utstuderade dialektiska materialistiska metod.[källa behövs]

### Ekonomisk-filosofiska manuskripten
De Ekonomisk-filosofiska manuskripten behandlar en rad frågor, från privategendom (inte samma sak som personlig egendom),en initial skiss för kapitalets rörelselagar vilka kommer att utvecklas vidare i Till kritiken av den politiska ekonomin och sedan kapitalet, monetära medel men även en kritik av Hegels filosofi. Det är också här Marx mest utförligt skriver om alienationen som arbetande människor utsätts för under kapitalismen. Denna alienation tar sig flera former. För det första alieneras arbetande människor från sin produkt som tas ifrån denne efter att den framställts; för det andra genom att de arbetande människornas produktiva förmåga förvandlas till ett tvång; för det tredje genom att arbetande människor inte producerar i enlighet med sina verkliga krafter; och slutligen, för det fjärde, alieneras individen från andra människor eftersom bytesrelationen ersätter tillfredsställandet av ömsesidiga behov.[källa behövs]

### Till kritiken av den politiska ekonomin
I till kritiken av den politiska ekonomin lägger Marx en grund för mycket av det som senare skulle komma att fullt blomma ut i Kapitalet. Marx skisserar hur det kapitalistiska produktionssättet grundat sig rent historiskt. Redan här går det dock att bevittna hur Marx utvecklar ett kritiskt förhållningssätt till det för exempelvis Mill och Ricardo naturgivna. Marx skisserar hur förhållandet mellan varuvärlden och den i fetischkategorierna grundade allmänna ekvivalenten är konstituerat.

### Samlade verk
Marx och Engels samlade verk finns i tre centrala utgåvor – två på tyska och en på engelska.

#### Marx-Engels-Werke(MEW)
De utgavs i 43 band 1956–1990 på initiativ av Tysklands socialistiska enhetsparti i DDR. Ett 44:e band utgavs av Karl Dietz Verlag Berlin 2018.
- Werke. Berlin: Dietz. 1956-1972. Libris 8077467

#### Marx-Engels-Gesamtausgabe(MEGA2)
Kallas MEGA2 eftersom detta är den andra fullständiga utgåvan. Den ska omfatta alla verk, manuskript, brev, anteckningar med mera och kommer att omfatta 114 band. Utgåvan inleddes av Tysklands socialistiska enhetspartis och Sovjetunionens kommunistiska partis centralkommittéer, men utgivningen övertogs 1990 av Internationella Marx-Engels-stiftelsen i Amsterdam.  
- Gesamtausgabe: (MEGA). Berlin: Dietz. 1975-. Libris 112851

#### Marx/Engels Collected Works (MECW)
Denna engelska översättning i 50 band publicerades 1975–2005 gemensamt av Progress Publishing i Moskva, Lawrence & Wishart i London och International Publishers i New York.
- Collected works. London: Lawrence & Wishart. 1975-2004. Libris 186232

### Förteckning över enskilda verk
- 1843 – Till kritiken av den hegelska rättsfilosofin
- 1843 – I judefrågan, Deutsch-Französische Jahrbücher nr 1
- 1844 – Till kritiken av den hegelska rättsfilosofin. Inledning
- 1844 – Ekonomisk-filosofiska manuskript (utgiven postumt)
- 1845 – Den heliga familjen eller Kritik av den kritiska kritiken
- 1845 – Teser om Feuerbach (utgiven postumt)
- 1845–1846 – Den tyska ideologin (utgiven postumt)
- 1847 – Filosofins elände
- 1848 – Kommunistiska manifestet
- 1849 – Lönearbete och kapital, Neue Rheinische Zeitung nr 264, 265, 266, 267 och 269
- 1850 – Klasstriderna i Frankrike 1848-1850
- 1852 – Louis Bonapartes adertonde brumaire
- 1852 – Stora män i exil (utgiven postumt)
- 1857–1858 – Grunddragen i kritiken av den politiska ekonomin (utgiven postumt)
- 1859 – Till kritiken av den politiska ekonomin
- 1861–1863 – Teorier om mervärdet (utgiven postumt)
- 1860 – Herr Vogt
- 1864 – Inauguraladress för Internationella arbetarassociationen
- 1865 – Lön, pris och profit
- 1867 – Kapitalet. Kritik av den politiska ekonomin. Bok 1
- 1870–1871 – Pariskommunen
- 1873 – En komplott mot Internationella arbetarassociationen
- 1875 – Kritik av Gothaprogrammet
- 1880 – Randanmärkningar till Adolph Wagners lärobok i politisk ekonomi
- 1885 – Kapitalet. Kritik av den politiska ekonomin. Bok 2 (utgiven postumt)
- 1894 – Kapitalet. Kritik av den politiska ekonomin. Bok 3 (utgiven postumt)
- 1899 – 1700-talets hemliga diplomati (utgiven postumt)

## Platser uppkallade efter Karl Marx
- Pik Karl Marx, ett berg i Tadzjikistan
- 2807 Karl Marx, en asteroid[104]
- Den sydtyska staden Chemnitz hette under DDR-tiden Karl-Marx-stadt.
- I stadsdelen Neukölln i Berlin finns både Karl-Marx-Straẞe och Karl-Marx-Platz[105]